# بيت د. أندرسون
بيت د. أندرسون (بالإنجليزية: Pete D. Anderson)‏ هو مدرب خيول وفارس أمريكي، ولد في 20 نوفمبر 1931 في ساوثهامبتون ‏ في الولايات المتحدة، وتوفي في 19 فبراير 2013.